# Dramski premi govor
Dramski premi ali direktni govor (latinsko dirigere = nameriti) je tisti del besedila, ki ga v gledališču govore igralci. Igralci lahko podajajo dvogovor ali samogovor.

## Dvogovor
Dvogovor ali dialog (grško dialogos = dvogovor) je pogovor med dvema ali več osebami. Dialog pride do posebno učinkovitega izraza z epigramatsko priostreno stihomitijo (grš. stihomyhéuo = govorim v verzih, odgovarjam z verzom na verz), to je tak način dialoga, kjer vsak izmed nastopajočih izgovori naenkrat samo po en verz. V svetovni dramatiki velja za enega najbolj občudovanih dialogov ostri spopad med Brutom in Kasijem v 3. prizoru IV. dejanja  Shakespearovega Julija Cezarja.
Kadar pa nastopi na odru množica, takrat pa je govora o množični ali ansambelski sceni (fr. ensemble = skupaj). Znan ansambelski prizor je prav tako v Shakespearovem »Juliju Cezarju« v III. dejanju, ko se po Cezarjevem umoru zbere rimsko ljudstvo okoli Antonija.

## Samogovor
Samogovor ali monolog (grš. monológos = samogovor) je pogovor s samim seboj. Odkriva pogled v junakovo notranjost. Grška drama monologa ni poznala; tam se je junak v takem primeru posvetoval z zborom. V kasnejših dobah pa se je monolog izbojeval pomembno mesto. Splošno znan je Hamletov monolog v III. dejanju istoimenske Shakespearove tragedije:  »Biti, ne biti: to je tu vprašanje«.
Kasneje je realistična drama monolog kot nekaj nenaravnega opustila in na njegovo mesto postavila nemo sceno. V tej junak le s kretnjami in z mimiko izraža svoje duševno stanje.
Prav tako se novejši dramatiki ogibajo takih igralčevih opazk sebi ali gledalcem, ki jih soigralci ne smejo slišati, in jih navadno označujejo z »govorjenjem zase«. »Govorenje zase« razbija iluzijo reničnega dogajanja.

## Vir
Silva Trdina:Besedna umetnost: 2. Literarna teorija. Ljubljana: Mladinska knjiga, 1958   in  več izdaj. (COBISS)